# Djannah
Al-Djannah (Arabisch: جنّة) (letterlijk tuin) is het islamitische equivalent van het paradijs. Volgens de Koran werd dit gecreëerd voor Adam en zijn vrouw (Soera 7:19). Daarnaast is dit na de dag des oordeels de bestemming van de gelovigen die goed hebben geleefd (Soera 2:82) als de balans waarop hun goede en slechte daden gewogen worden doorslaat naar het goede (Soera 7:8-9). In mindere mate wordt ook Firdaws gebruikt als aanduiding voor paradijs. Het hiernamaals of akhirah begint op de dag des oordeels als God beslist wie er naar djannah gaan en wie naar jahannam, de hel.
Het paradijs kent volgens de Koran vele zichtbare en lijfelijke geneugten, die door gelovigen vaak letterlijk worden opgevat, maar door veel islamgeleerden meestal allegorisch worden geïnterpreteerd. Het zou een groene tuin zijn met veel bomen, fruit, schaduw en rivieren. Daarnaast bevinden zich er de zogeheten hoeri's. Net als het drinken van wijn in het paradijs, waar men niet dronken van wordt (Soera 37:45-47 en 83:25), worden deze ayat zo geïnterpreteerd dat de aardse zonden er niet zullen bestaan.